# KPop Demon Hunters (사운드트랙)
KPop Demon Hunters (Soundtrack from the Netflix Film)는 2025년 애니메이션 뮤지컬 판타지 영화인 케이팝 데몬 헌터스의 사운드트랙 음반으로, 2025년 6월 20일 리퍼블릭 레코드를 통해 발매되었다.
대니 정, 이도, 빈스, 쿠쉬, Ejae, 제나 앤드류스, 스티븐 커크, 린드그렌, 마크 Sonnenblick, 다니엘 로하스가 작곡한 9개의 오리지널 곡으로 구성되어 있으며, 테디, 24, 이도, 도민숙, 앤드류스, 커크, 린드그렌, 이안 아이젠드라스가 프로듀싱하고, 마르셀루 자르부스가 스코어를 작곡했다. 출연자들은 각각 캐릭터 그룹의 이름인 HUNTR/X와 Saja Boys로 크레딧되었다.
사운드트랙에는 트와이스의 "Strategy", 멜로망스의 "사랑인가봐", 조커스의 "Path" 등 이전에 발매된 세 곡이 포함되어 있다. 음반의 리드 싱글인 "Takedown"은 트와이스 멤버인 정연, 지효, 채영이 불렀다.

## 배경
영화의 음악을 위해 강과 아펠한스는 K-pop을 음악적 톤을 선택하는 데 필수적인 장르로 간주했다. 그들은 더블랙레이블의 공동 설립자인 테디를 비롯하여 그래미 수상 및 후보에 올랐던 린드그렌, 스티븐 커크, 제나 앤드류스 등 여러 음악 프로듀서를 영입하여 BTS, 트와이스, 블랙핑크 등의 K-pop 아티스트와 함께 "차트에서 성공할 만한 K-pop 트랙"을 작업하게 했다. 이안 아이젠드라스는 총괄 음악 프로듀서로 활동하며, "나는 항상 K-pop을 가장 연극적인 팝 장르라고 생각해왔기 때문에, K-pop 노래를 내러티브 맥락에 통합하고 실제 히트곡을 만드는 K-pop 아티스트들을 참여시키는 것에 대한 가능성에 즉시 흥분했다. 모든 것이 정말 특별한 음악적, 내러티브 경험이 되도록 설정된 것 같았다"고 언급했다. 모든 곡은 내러티브에 통합되기 전에 작곡 및 녹음되었으며, 아이젠드라스는 이 곡들이 독립적인 음반으로도 존재하기를 원했다.

## 곡
"How It's Done"은 영화의 첫 번째 곡으로, 주요 등장인물인 루미(아든 조), 미라(메이 홍), 조이(유지영)와 밴드 HUNTR/X를 소개하는 역할을 한다. 팀은 웨스트 사이드 스토리의 "Jet Song"에서 영감을 받아 젯츠를 소개하는 것과 비슷한 방식으로 가상의 밴드를 소개하기를 원했다. 아이젠드라스는 밴드를 위한 독특한 음향 세계를 설정하기를 원했고, 캐릭터들은 독특한 목소리를 가지고 있다. 팀은 비트와 템포를 찾는 데 여러 차례 반복 작업을 거쳤다. "Golden"이라는 곡은 골든 혼문(Golden Honmoon)이라는 아이디어를 소개하는데, 여기서 주요 등장인물들은 초자연적인 존재들로부터 그들의 우주를 봉인하여 악마들로부터 세상을 보호하기 위해 일한다. 아이젠드라스는 이 곡을 전통적인 음악 구조의 "I Want" 곡으로 묘사하며, 캐릭터들의 목적을 탐구하는 동시에 루미의 내면 생각을 다루어 "영감을 주는 팝"에서 조금 더 어두운 장르로 변화를 가져온다고 설명했다.
"Soda Pop"은 Saja Boys의 도입부 곡으로, BTS의 "Butter"와 유사한 "매우 버블껌 같은 K-pop 보이 밴드 곡"으로 묘사되었다. 아이젠드라스는 "악마들은 사악하지만, K-pop 보이 그룹으로 위장하고, K-pop 노래를 공연하는 데 있어서 가장 매력적이고 순수하며 매력적인 사람들처럼 보이기로 결정한다"고 말했다. 대니 정은 곡의 중간 부분에 랩 버전을 제공했다. "Takedown"은 Saja Boys에 대한 분노와 복수를 표현하는 "전사 찬가"로 간주되었다. 이 곡에서 반악마인 루미는 내면의 목소리를 잃어가면서 노래를 부르는 데 어려움을 겪는다. 그녀는 가사를 조금 더 부드러운 버전으로 다시 쓰려고 하지만, 미라와 조이로 변장한 악마들은 루미의 대안 버전을 거부하고 자신들의 버전을 연주하기로 결정하며, 이는 그녀의 악마 표식을 드러내는 계기가 된다. 이 곡의 엔딩 크레딧 버전은 걸그룹 트와이스의 정연, 지효, 채영이 불렀으며, 그들의 틱톡 댄스 챌린지의 중심이 된다.
"Free"는 진우(안효섭)와 루미가 세상의 다른 어떤 인간과도 공유하지 않았던 깊은 비밀을 나누는 감성적인 발라드로, 그들이 삶에서 무엇이 되고 싶은지에 대한 음악적 그림을 보여준다. "Your Idol"은 악마의 왕인 귀마(이병헌)를 소개하며, Saja Boys가 그들과 팀을 이루어 "Soda Pop"과는 대조적으로 "어둡고 이세계적인" 곡을 연주한다. "What It Sounds Like"은 두 가상의 밴드 간의 전투의 결론 역할을 하는 마지막 곡으로, "영감을 주는 팝송"이면서 동시에 루미가 내면의 악마와 싸우는 여정을 다룬다. 팀은 로드의 "Green Light"에서 영감을 받았는데, 두 곡 모두 상처를 받아들이고 앞으로 나아가는 법을 배우는 것에 대한 이야기이다.
영화의 사운드트랙에는 트와이스의 "Strategy", 멜로망스의 "Love, Maybe", 조커스의 "Path" 등 이전에 발매된 세 곡이 포함되어 있다.

## 발매
사운드트랙은 영화와 같은 날인 2025년 6월 20일 리퍼블릭 레코드를 통해 발매되었다. 이에 앞서 트와이스 버전의 "Takedown"이 리드 싱글로 발매되었다.

## 상업적 성과
미국에서 KPop Demon Hunters는 빌보드 200 차트에서 앨범 등가 단위 31,000장을 기록하며 8위로 데뷔했고, Top Album Sales 차트에서는 3,000장의 판매고를 올리며 18위에 올랐다.  2025년에 발매된 사운드트랙 중 빌보드 200에서 가장 높은 순위로 데뷔했으며, 2025년 처음으로 톱 10에 진입한 사운드트랙이다.

## 곡 목록
| #            | 제목                                                                    | 작사·작곡                               | 프로듀서                   | 재생 시간 |
| ------------ | ----------------------------------------------------------------------- | --------------------------------------- | -------------------------- | --------- |
| 1.           | 〈Takedown〉 (트와이스 버전: 정연, 지효 및 채영)                        | 린드그렌                                | 린드그렌 이안 아이젠드라스 | 3:01      |
| 2.           | 〈How It's Done〉 (HUNTR/X: Ejae, 오드리 누나 및 레이 아미)             | 대니 정 Ejae 마크 Sonnenblick           | 24 이도 테디 아이젠드라스  | 2:56      |
| 3.           | 〈Soda Pop〉 (Saja Boys: 앤드류 최, 넥웨이브, 대니 정, 케빈, 샘유일 리) | 정 쿠쉬 빈스                            | 24 도민숙 아이젠드라스     | 3:14      |
| 4.           | 〈Golden〉 (HUNTR/X)                                                    | Ejae Sonnenblick                        | 24 이도 테디 아이젠드라스  | 3:14      |
| 5.           | 〈Strategy〉 (트와이스)                                                 | 보이 매튜스 클레오 타이 이어어택 이우현 | 이어어택 이우현            | 2:48      |
| 6.           | 〈Takedown〉 (HUNTR/X)                                                  | 린드그렌                                | 린드그렌 아이젠드라스      | 3:02      |
| 7.           | 〈Your Idol〉 (Saja Boys)                                               | Ejae 쿠쉬 Sonnenblick 빈스              | 24 이도 아이젠드라스       | 3:11      |
| 8.           | 〈Free〉 (루미 역의 EJAE, 진우 역의 앤드류 최)                          | 제나 앤드류스 스티븐 커크 Sonnenblick   | 앤드류스 커크 아이젠드라스 | 3:07      |
| 9.           | 〈What It Sounds Like〉 (HUNTR/X)                                       | 앤드류스 커크 Sonnenblick               | 앤드류스 커크 아이젠드라스 | 4:10      |
| 10.          | 〈Love, Maybe〉 (사랑인가 봐)                                           | 김민석                                  | 멜로망스                   | 3:05      |
| 11.          | 〈Path〉 (오솔길)                                                       | 장운범 강준우 조갑철 김영현 이수영      | 강 조                      | 3:41      |
| 12.          | 〈Score Suite〉                                                         | 마르셀루 자르부스                       | 자르부스                   | 3:00      |
| 총 재생 시간 | 총 재생 시간                                                            | 총 재생 시간                            | 총 재생 시간               | 37:50     |

## 차트
| 차트 (2025)                       | 최고 순위 |
| --------------------------------- | --------- |
| 오스트레일리아 음반 (ARIA)        | 5         |
| 오스트리아 앨범 (Ö3 오스트리아)   | 10        |
| 벨기에 앨범 (울트라탑 플랑드르)   | 29        |
| 벨기에 앨범 (울트라탑 왈로니아)   | 61        |
| 캐나다 음반 (빌보드)              | 9         |
| 덴마크 음반 (트래크리스텐)        | 21        |
| 네덜란드 앨범 (메하하르츠)        | 28        |
| 헝가리 앨범 (MAHASZ)              | 6         |
| 리투아니아 음반 (AGATA)           | 31        |
| 뉴질랜드 음반 (RMNZ)              | 2         |
| 노르웨이 음반 (IFPI Norge)        | 34        |
| 스웨덴 음반 (스베리예토프리스탄)  | 55        |
| 스위스 앨범 (슈바이처 히트파라데) | 9         |
| 영국 컴필레이션 앨범 (OCC)        | 1         |
| 미국 빌보드 200                   | 8         |
| 미국 Top Soundtracks (빌보드)     | 1         |

## 발매 역사
| 지역      | 날짜            | 형식                           | 레이블   | Ref.   |
| --------- | --------------- | ------------------------------ | -------- | ------ |
| 여러 지역 | 2025년 6월 20일 | CD LP 디지털 다운로드 스트리밍 | 리퍼블릭 | [ 25 ] |